# Vol'noe
Volnoe (in lingua russa Вольное) è un centro abitato dell'Adighezia, situato nel Košechabl'skij rajon. La popolazione era di 3.600 abitanti al dicembre 2018. Ci sono 37 strade.